# 雁塔区
雁塔区是陕西省西安市的一个市辖区，位于西安市南郊，北以南二环路与碑林区相接，以建工路与新城区相接，以昆明路与莲湖区、未央区相接；东以浐河与灞桥区相接；西以沣惠渠与长安区相接；南以杜陵路与长安区相接。区内包括曲江新区、西安高新技术产业开发区。名称由著名的大雁塔而来。雁塔区是西安市的文化、旅游中心，区内高等院校云集，旅游景点丰富。区人民政府驻小寨東路168號。

## 沿革
- 1954年9月设立雁塔区，以原西安市第九区，及原长安县郭杜区的高堡乡，韦曲区的双桥头、金滹沱2乡和东三爻、杜城乡各一部分，大兆区的三兆乡和春临乡的一部分地区为其的行政区域。
- 1960年5月新城区、莲湖区、碑林区的一部分并入雁塔区。1962年4月恢复。
- 1965年9月撤销雁塔区，与未央区、原阿房区、灞桥区合并设立西安市郊区。1980年2月恢复。

## 人口
西安市第七次全国人口普查主要数据公报显示：雁塔区常住人口为1202038人，男性人口占比50.95%，女性人口占比49.05%，年龄结构中0-14岁占比14.02%，15-59岁占比72.45%，60岁以上占比13.53%，65岁以上占比9.26%。

## 行政区划
雁塔区下辖10个街道办事处：
小寨路街道、大雁塔街道、长延堡街道、电子城街道、等驾坡街道、鱼化寨街道、丈八沟街道、曲江街道、杜城街道和漳浒寨街道。

## 旅游区

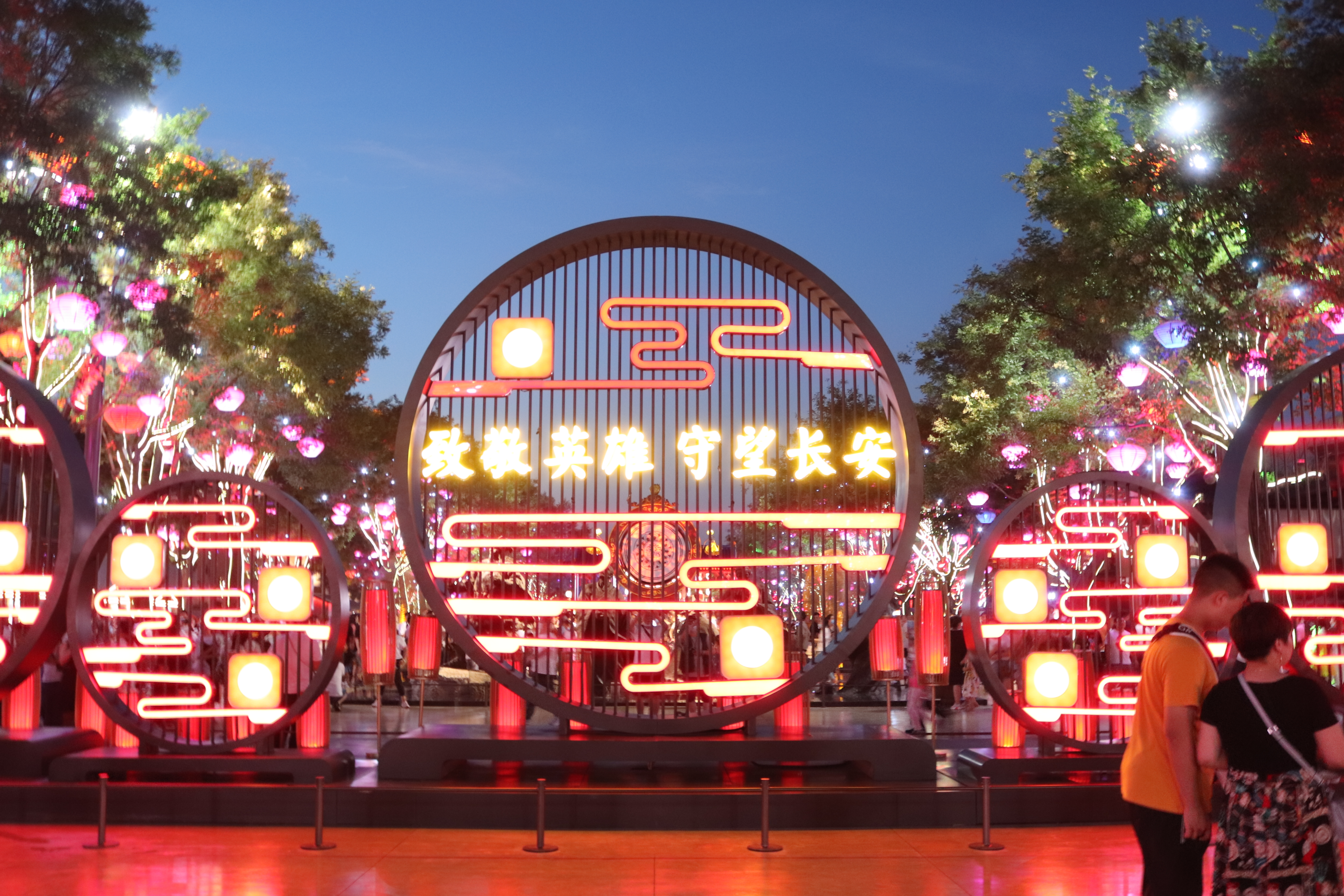
大唐不夜城

雁塔区所辖曲江新区是雁塔区的旅游区，区内有大唐芙蓉园、曲江海洋世界、大唐不夜城等景点。
雁塔区著名景点有大雁塔及其北广场、大兴善寺、青龙寺、秦二世胡亥墓、汉宣帝陵、寒窑、西安植物园、陕西历史博物馆、大唐芙蓉园等，是西安的重要旅游区。
雁塔区的酒店有陕西宾馆等。

## 公共设施

### 普通高等院校
- 西安交通大学
- 长安大学
- 陕西师范大学
- 西安电子科技大学
- 西安石油大学
- 西安科技大学
- 西安邮电大学
- 西北政法大学
- 西安美术学院
- 西安欧亚学院
- 西安外国语大学
- 西安音乐学院
- 西安财经学院
- 西安文理学院

### 中学
- 西安市第八十五中学
- 西安市第四十五中学
- 西安市第九十九中学
- 陕西师范大学附属中学

### 交通
雁塔区内交通发达，特别曲江新区路网建设突飞猛进。